# Pala di San Francesco al Monte
La Pala di San Francesco al Monte è un dipinto a olio su tavola (155x160 cm la pala centrale, 85x160 cm la cuspide) di Lorenzo Lotto, datato 1526 e conservato nella Pinacoteca civica di Jesi. L'opera è firmata e datata "Laurentius Lotus / M D XXVI", sulla base del trono. 

## Storia
Documenti riferibili al 1525-1527 fanno pensare che l'opera venne dipinta da Lotto a Venezia, quando tornato nella sua città natale subiva l'ostracismo della cultura "ufficiale" allineata allo stile di Tiziano e dei suoi seguaci. Il maestro poté accettare quindi tutta una serie di commissioni dalla provincia, provenienti da zone in cui aveva già lavorato, in primis Bergamo e le Marche appunto. 
Il dipinto, composto di due scomparti, era destinato alla chiesa dei Minori Riformati di Jesi e dopo la sconsacrazione nel 1866 l'opera venne destinata al demanio.

## Descrizione e stile
Rispetto alle pale bergamasche di qualche anno prima, in quest'opera Lotto compose un'atmosfera più raccolta. La pala principale, con la Madonna col Bambino tra i santi Giuseppe e Girolamo è ambientata in un edificio classicheggiante, appena visibile dietro la tenda verde scostata in corrispondenza del trono di Maria, architettato in stile quattrocentesco (con la conchiglia nel timpano). A sinistra si vede un'apertura sul cielo e un roseto recintato da un alto parapetto: la rosa, i cui petali sono anche sparsi a terra, era un tradizionale attributo mariano ed era al centro di varie pratiche devozionali, come lo spargimento di petali in occasione di processioni e altre solennità. 
Maria, dalla posa inquietamente asimmetrica, indossa una vaporosa veste blu, dal colore molto intenso e dinamicamente increspata, mentre poggia il piede sinistro su uno sgabellino di legno. Regge il Bambino che si sporge verso Giuseppe, dall'intensa veste gialla, riconoscibile dal bastone e gli altri attributi della Fuga in Egitto (sacco, barilotto, ecc.), appoggiati sulla base del trono a testimoniare la sua familiarità con Maria e il Bambino. A destra spicca la veste vescovile di san Girolamo assorto nella lettura, che completa una sorta di "quadricromia" di colori di base. 
Nella lunetta si vedono, in posizione contrapposta, i santi Francesco e Chiara d'Assisi, scorciati per adattarsi a una veduta dal basso. Francesco è girato di spalle, contro il cielo, e distende le mani per ricevere le stimmate da un'apparizione divina, che si manifesta come uno squarcio luminoso tra le nubi. Chiara invece tiene in mano un ostensorio con l'ostia consacrata ed è sullo sfondo di un panno rosato. La presenza dei due santi è legata all'ordine dei Minori, quello dei committenti.
In generale il senso mistico è addolcito dalla familiarità e umiltà dei personaggi, assecondando la funzione devozionale.